# أندرو إيرنبرج
أندرو إيرنبرج (بالألمانية: Andrew S. C. Ehrenberg) (1 مايو 1926 – 25 أغسطس 2010) هو خبير إحصائيّ وأخصائيٌّ في التسويق. لأكثر من نصف قرن، ساهم في منهجية جمع البيانات، وتحليلها وعرضها، وفهم سلوك المشتري وآلية عمل الإعلان.

## سيرة حياته
ولد أندرو إيرنبرج في ألمانيا (عام 1926) لعائلة معروفة أكاديميًّا. والده هانز إيرنبرج، وعمّه المؤرخ فيكتور إيرنبرج، وأبناء عمّه جيفري ولويس إلتون. (في عام 1938) انتقل إلى إنجلترا مع والديه، ودرس في كلية كوينز، في تونتون. وبعد ذلك درس الإحصاء في جامعة كينغز، نيوكاسل وفي جامعة كامبريدج.
(في عام 1951)، أصبح محاضرًا بالإحصاء في معهد الطب النفسي في لندن، وفي عام 1955 انتقل إلى أبحاث التسويق التجاريّ والاستشارات، حيث سَرَعان ما أصبحت مؤلّفاته عن المنهجيّة الإحصائيّة في أبحاث التسويق والمجالات الأخرى الأوسع معروفةً جيدًا. (في عام 1970)، استُدعيَ لتولي رئاسة قسم التسويق والاتصالات في كلّية لندن للأعمال، حيث بقي بالمنصب لمدة 23 عامًا، وفي النهاية شغل منصب رئيس الأبحاث.
(في عام 1933)، أصبح إيرنبرج أستاذًا بالتسويق في جامعة لندن ساوث بانك، حيث أسّس مركزًا للبحث في التسويق، وبدأ بمبادرة البحث والتطوير التي تموَّل من قِبل شركاتٍ دولية لنشر ومتابعة المعرفة التسويقيّة الكميّة. أصبحت مبادرة البحث التطوير مرتبطة ارتباطًا وثيقًا بمركز العلوم التسويقية في جامعة جنوب أستراليا وفي عام 2004، تولى إيرنبرج منصب رئيس مبادرة البحث التطوير من قِبل البروفيسور بكلّيّة التسويق في جامعة جنوب أستراليا بايرون شارب. (في عام 2005)، تقاعد إيرنبرج بشكل كامل من مبادرة البحث والتطوير.
وسّعت جامعة جنوب أستراليا مركز العلوم التسويقية لتشكيل معهد إيرنبرج باس للعلوم التسويقية وتم تغيير اسم مركز البحث في التسويق في جامعة لندن ساوث بانك إلى معهد إيرنبرج للبحث في التسويق (في عام 2005)، ويديره الآن الدكتور داغ بينيت. أما مبادرة البحث والتطوير السابقة فتم دمجها مع سبق أعلاه.
حاز إيرنبرج على الامتياز النادر بحصوله على الميدالية الذهبية مرتين من الجمعيّة البريطانيّة لأبحاث التسويق، الأولى (في عام 1969) ومرة أخرى (في عام 1996). كما حاز على العضوية الفخريّة في الجمعيّة الإحصائيّة الملكيّة. في ديسمبر (عام 2005) حصل على الدكتوراه الفخرية من جامعة جنوب أستراليا. و(في عام 2010)، حصل على جائزة الإنجاز مدى الحياة من مؤسسة أبحاث الإعلانات (الأمريكية).
كتب إيرنبرج ستة كتب وأكثر من 200 منشور. وتقاعد في سن الثمانين.

## أساليب البحث
بدأ الاهتمام المبكّر بتطبيقات الإحصاء في العلوم الاجتماعيّة بالفعل في جامعة كامبريدج (مثل التجارب الشاملة في مدى موثوقيّة مختبرِي التذوّق المدرَّبين لتقييم الجودة وفي دعم الأسعار في صناعة الأغذية). كما تمَّ تطوير نوعين من التنافر، النوع الأوّل للتقنيات متعدّدة المتغيّرات المفروضة على بيانات بسيطة، والثاني للرياضيات نفسها في الإحصاءات التطبيقية.
عُبرَ عن اعتقاد إيرنبرج بأن أساليب العلوم الفيزيائية قابلة للتطبيق على العلوم الاجتماعية في مقال نُشر في مجلة علوم الطبيعة العلمية الصعبة. وأكد فيه بأنه حتى في مجال تهيمن عليه دوافع الناس للشراء، في مجال التسويق، هنالك نظم مذهلة.

تم اكتشاف وتطوير مثل هذه العلاقات القانونية، في سلسلة من الأوراق. وجاء التصريح النهائي بخصوص هذا الموقف بورقة أخرى في وقت لاحق قُرأت للجمعية الإحصائية الملكية. حيث ذُكر بالملخص بصراحة شديدة ما يلي:
يمكن اعتبار النتيجة متوقعة بشكل روتيني طالما أنها تتكرر باستمرار ضمن نطاق معلوم من الظروف المختلفة. هذا يعتمد على التحليل السابق للعديد من مجموعات البيانات، المستمدة من مجموعات مختلفة من السكان. لا يوجد مثل هذه الخبرة الواسعة عندما تكون التوقعات مستمدة من تحليل مجموعة واحدة فقط من البيانات. حتى الآن هذا ما نوقِشَ بشكل رئيسي في نصوصنا الإحصائية. 
أشار إيرنبرج دائمًا إلى أنه قد تتشكل العديد من النماذج ذات الأشكال المختلفة وظيفيًا بشكل كلي مع كفاءة تطابق متجانسة. حيث يرى أن اختيار النموذج المناسب يخضع للتعبير عن العلاقة الكمية من خلال الحاجة إلى:
1. معرفة سابقة. يبدو هذا واضح لكن تقنيات النمذجة الإحصائية القياسية نادرًا ما تبدأ من أي إشارة لأي نموذج سابق.
2. بساطة. لا يمكن اختبار النماذج التي تحوي العديد من المعالم بتغيراتها حسب بيانات جديدة.
3. نطاق واسع كافٍ لكن ليس بشكل غير ضروري. النطاق يعني مجموعة الشروط التي يتم فيها تطبيق النموذج. النماذج التجريبية ليست ذات استخدام عالمي. يعتمد اتخاذ القرار بشأن مدى كفاية النطاق على المعرفة التقنية بالموضوع الذي يتم تصميمه.
4. غياب الانحياز بالتوقعات. يُعتبر التقارب في التطابق ثانوي بالنسبة لهذا. حيث يمكن ملاحظة استثناءات النموذج.
5. نموذج هيكلي. والذي يبقى ذو معنى في ظل التحول الجبري. حيث أن هذا من شأنه أن يلغي التقنيات الانحدارية – حتى الانحدار البسيط ينتج معادلتين مختلفتين.

ومع ذلك، انتُقدَ الإخفاق في استخدام أي طريقة للتحسين سواءً في اختيار شكل النموذج أو تحديد معالمه على نحو واسع. أجاب إيرنبرج على هذه الانتقادات بالإشارة لعدم وجود نماذج منشورة ومُستخدمة على نطاق واسع شُكلت بواسطة تقنيات تقليدية. هناك نقد آخر يتمثل بأن نماذج إيرنبرج المنشورة تتعامل مع العلاقات بين متوسطات المجموعات، وبالتالي تتجاهل الاختلاف (التباين) بين الأفراد.
استُخدمت الأفكار الواردة في هذا القسم في أحد مجالات عمل إيرنبرج الرئيسية، وهي دراسة سلوك المشتري.

## سلوك المشتري
(في عام 1955)، انتقل إيرنبرج إلى أبحاث التسويق التي تعمل على لوحات المستهلكين. أول ورقة ذات حدث هام في حياته كانت «نمط مشتريات المستهلك» والتي أظهرت قابلية تطبيق التوزيع السلبي ثنائي الحدود على أعداد مشتريات العلامة التجارية للسلع الاستهلاكية.
في أوائل الثمانينيات، بالتعاون مع جيرالد جودهارت وكريس تشافيلد، وسّع إيرنبرج نموذج التوزيع السلبي ثنائي الحدود ليشمل خيارات العلامة التجارية. تم طرح التعميم على قضية العلامة التجارية المتعددة في «الديرتشليت بعنوان: نموذج شامل لسلوك الشراء» وقُرء للجمعية الإحصائية الملكية. (في عام 1984) نُشر نموذج التوزيع السلبي ثنائي الحدود– ديرتشليت لاختيار العلامة التجارية بنجاح على غرار الفئة المتكررة وشراء العلامات التجارية في مجموعة واسعة من الأسواق. « الديرتشليت» كما أصبح معروفًا، يمثل عددًا من التعميمات التجريبيّة، بما فيها الخطر المزدوج، ازدواج قانون الشراء، والاحتكار الطبيعي. وأُثبت انّه يشمل فئات مختلفة من المنتجات، البلدان، التواقيت، وكلًا من أسواق الاكتتاب وأسواق إعادة الشراء. ووُصف بأنه واحد من أشهر التعميمات التجريبية في عالم التسويق، إلى جانب نموذج باس لنشر الابتكار. بجهود مستقلّة، تناول بيمور وشميلتين، بيمور وموريسون نفس النموذج. حيث درسوا خصائصه الإحصائيّة، وبشكل خاص لأنه يقلل من نموذج التوزيع السلبيّ ثنائيّ الحدود البسيط. حيث وصفوا النموذج أحادي المتغير بتوزيع بيتا ثنائي الحدود / التوزيع السلبي ثنائيّ الحدود (BB/NBD). منذ ذلك الحين تم تطبيق هذا النموذج على نطاق واسع تحت هذا الاسم من قِبل الأكاديميين والممارسين. لُخصت أعمال إيرنبرج في هذا المجال في كتاب «تكرار الشراء».